# 1040 Klumpkea
1040 Klumpkea este un asteroid din centura principală, descoperit pe 20 ianuarie 1925, de Veniamin Jehovski.